# دکادآ: رویاهای جوانی
دکادآ: رویاهای جوانی (اسپانیایی: DKDA: Sueños de juventud‎) یک تله‌نوولای مکزیکی است که در سال ۱۹۹۹ از تله‌ویسا پخش شد.

## گزیدهٔ بازیگران
- لیتسی دومینگس
- الساندرا روزالدو
- دولسه ماریا
- مارلن فاولا